# Telesforo (nome)
Telesforo  è un nome proprio di persona italiano maschile.

## Varianti
- Femminili: Telesfora

### Varianti in altre lingue
- Francese: Télesphore[1]
- Greco antico: Τελεσφόρος (Telesphóros)[1]
- Latino: Telesphorus[1]
- Polacco: Telesfor

## Origine e diffusione
Deriva dal nome greco Τελεσφόρος (Telesphoros); il primo elemento che lo compone può essere identificato con τελε (tele), "lontano", oppure con τελος (telos), "fine", "scopo", mentre il secondo è φερω (phero), "portare". Il significato può quindi essere "colui che porta a buon fine", "colui che porta a compimento", oppure "colui che porta lontano", ma è stato proposto anche "portatore di frutti" (lo stesso di Efrem).
Il nome ha anche tradizione classica, in quanto nella mitologia greca Telesforo era il dio che presiedeva alla convalescenza, figlio di Asclepio.

## Onomastico
L'onomastico si può festeggiare in memoria di san Telesforo, papa e martire nel II secolo, commemorato il 2 gennaio (precedentemente il 5) dalla Chiesa latina e il 22 febbraio da quella greca.

## Persone
- Telesforo, papa e santo romano

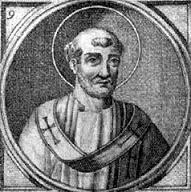
Papa Telesforo

- Telesforo Aranzadi, antropologo spagnolo
- Telesforo Cattoni, patriota e avvocato italiano
- Telesforo Fini, imprenditore italiano

### Variante Telesphore
- Telesphore George Mpundu, arcivescovo cattolico zambiano
- Telesphore Placidus Toppo, cardinale e arcivescovo cattolico indiano